# Marco Antonio Muñiz
Marco Antonio Muñiz Vega (Guadalajara, Jalisco, 3 de marzo de 1933), conocido como el Lujo de México, es un cantante, músico y actor mexicano. Se especializó en el género de  bolero. 

## Biografía y carrera
Marco Antonio Muñiz Vega nació el 3 de marzo de 1933 en Guadalajara, Jalisco, siendo hijo de Lorenzo Muñiz y María Vega. Desde que su hermano José le hizo el favor de presentarlo a gente relacionada con el ambiente artístico, desarrolló su talento musical. El 3 de enero de 1946, realizó un viaje a Ciudad Juárez, del cual regresó en noviembre de 1946 a Guadalajara, optando por dejar sus estudios y en su lugar perseguir una carrera como cantante. Sus presentaciones iniciales las hizo cantando en cabarets y prostíbulos, sin embargo, no lograba el suficiente dinero para subsistir, por lo que durante esos años iniciales tuvo que alternar su carrera artística con el oficio de panadero y joyero. Es aceptado en el Conjunto Tropical Veracruz ante la ausencia de Toño Farfán, logrando ser su voz principal por un año. Le deslumbraba conocer la capital del país y cumplir su sueño de presentarse en la emisora radial XEW. Esta inquietud le lleva a la Ciudad de México y efectivamente, llega hasta la XEW, pero solo logró ver de cerca a los artistas consagrados de entonces. Es cuando, al cabo de un mes, retorna por segunda vez a Guadalajara. Es reinsertado en el Conjunto Tropical Veracruz pero advierte que será por poco tiempo, ya que su futuro lo ve en la Ciudad de México. Finalmente emprende un segundo viaje a la capital de México.
A finales de 1959, las diferencias con Neri cuyo alcoholismo comenzaba a afectar al trío, provoca la salida de Muñiz. Otro motivo fue que en una gira que hicieron a Puerto Rico y otros países, varias personas allegadas a Muñiz le habían sembrado la inquietud de probar como solista.

## Carrera propia
Muñiz comienza en 1959 su carrera como solista con los temas Luz y Sombra y Escándalo, presentándose en el Teatro Blanquita de la Ciudad de México, lugar al que acudían seguidores desde su época con Los Tres Ases.
En 1965, ya como solista reconocido y consolidado [¿quién?], comienza una gira tras otra que lo llevarían a los escenarios más importantes de Latinoamérica, Estados Unidos y España; cosechando éxitos como: Adelante, Compréndeme, Capullito de Alhelí, y Por Amor[cita requerida]. 
Por lo general las presentaciones de Muñiz han sido en una atmósfera privada tipo salones de hotel y ante públicos particulares, aunque no han hecho falta los conciertos en grandes recintos y estadios a lo largo de su carrera. Marco Antonio Muñiz ha sido uno de los más perdurables íconos entre los intérpretes mexicanos. No obstante a sus problemas de alcoholismo, supo mantener una imagen de trovador y digno representante musical de México en el mundo. A partir de agosto de 2012 inició una gira de despedida que fue interrumpida eventualmente por su precaria salud.
Fue tal su fama en Puerto Rico, que hoy el cantante puertorriqueño-estadounidense Marc Anthony, lleva por nombre real Marco Antonio Muñiz, ya que sus padres lo bautizaron así como un homenaje al cantante mexicano. Igualmente sacó un disco dedicado a Puerto Rico Recuerdos de Borinquen.   
Aparte de sus múltiples álbumes y conciertos, ha aparecido constantemente en programas televisivos a lo largo de Latinoamérica, principalmente en México y su amado Puerto Rico.
Actualmente se ha retirado de los escenarios y limita sus apariciones a actividades especiales y muy ocasionales. Vive en su natal Guadalajara en donde grabó un LP titulado Incontenible, álbum que contiene, entre otros temas: "Incontenible", "¿Qué es lo que pasa?", "Repetición", "Solo amor", "Oscuridad", etc., con arreglo, dirección y acompañamiento de las orquestas de Chucho Zarzoza, Chucho Ferrer y Chucho Rodríguez, acompañado al piano con Don Mario Ruiz Armengol.

## Muñiz en Venezuela
Hacia 1965, Muñiz visitó Venezuela y toma contacto con la música típica venezolana. Es entonces cuando conoce al cantante, músico y compositor Oswaldo Oropeza con quien graba un disco sencillo de 45 RPM y que contiene el bolero-pasaje "La noche de tu partida". Posteriormente, con el respaldo del conjunto de Oswaldo Oropeza y del Director de Orquesta y compositor Aníbal Abreu, graba el LP "Suerte", pero el éxito en esta faceta de su carrera lo consigue hacia 1967 con el LP "Venezuela en la música de Juan Vicente Torrealba, en el cual Muñiz sería respaldado por el propio Torrealba y su conjunto. Sin embargo, la empresa grabadora que tenía contratado a Torrealba le impedía respaldar a Muñiz, quien grababa para RCA. La solución encontrada por la empresa discográfica venezolana Hermanos Antor, licenciataria en ese tiempo de RCA Victor, fue el contratar al conjunto "Los Hermanos Chirinos" que grababa para la primera de estas empresas, y al arpista Henry Rubio, integrante del grupo de Torrealba. Curiosamente, la versión digital de esta histórica grabación solo se vende en Colombia.
Muñiz vuelve a Venezuela en 1968 y graba un álbum titulado "Serenata en Venezuela" de música romántica y tradicional venezolana, álbum bajo la dirección y arreglos de Daniel Milano Mayora y producción de Freddy León, cuyas pistas habrían sido originalmente realizadas para que las usara Alfredo Sadel, el cual no estuvo presente en el país en el momento de efectuar la grabación, Freddy León le pide a Muñíz que grabe el disco a lo cual él replica que no conocía el repertorio venezolano del disco. Siendo convencido por León y haciendo gala de su profesionalismo y pericia artística, en una sola noche graba el disco "Serenata en Venezuela", récord de ventas para RCA en su época. En los años siguientes, Muñiz alternaría sus grabaciones destinadas al mercado latinoamericano con producciones para el público venezolano. Desafortunadamente, ninguno de estos álbumes fue digitalizado y sólo se editó una compilación de estos temas en 1998 bajo el título "Marco Antonio Muñiz: Grandes Éxitos cantándole a Venezuela".

## Vida personal
En 1978 contrajo matrimonio con Jessica Munguía, una exactriz. En total tiene 8 hijos: Marco Antonio, Laura Elena (La Beba), Francisco, Jorge "Coque" Muñiz, Alberto, Antonio Carlos (Toño), Miguel Ángel y Mariana.
En el medio artístico solo se desenvuelven Jorge, "El Coque" quien ha participado como cantante, conductor y comediante para la televisión, y Antonio Carlos, quien participa con su padre en sus dos más recientes álbumes.

## Filmografía

### Doblaje
| Año  | Título            | Papel                        |
| ---- | ----------------- | ---------------------------- |
| 1968 | Esclava del deseo | Doblando una escena de canto |

### Películas
| Año  | Título                    | Papel                                  |
| ---- | ------------------------- | -------------------------------------- |
| 1956 | No me platiques más       | No acreditado                          |
| 1956 | Policías y ladrones       | Acreditado como parte de Los Tres Ases |
| 1957 | La mujer de dos caras     | Cantante (no acreditado)               |
| 1957 | Asesinos de la noche      | Cantante (no acreditado)               |
| 1958 | El gran espectáculo       |                                        |
| 1960 | Una canción para recordar |                                        |
| 1961 | México lindo y querido    |                                        |
| 1962 | La bandida                | Gonzalo                                |
| 1963 | Dos gallos y dos gallinas | Margarito                              |
| 1963 | Los apuros de dos gallos  |                                        |
| 1963 | De color moreno           | Antonio Mendoza                        |
| 1963 | Tres palomas alborotadas  | Alberto Muñoz (Beto)                   |
| 1964 | La sonrisa de los pobres  | Ramón                                  |
| 1965 | Cucurrucucú Paloma        | Cantante (no acreditado)               |
| 1965 | El pecador                | Bruno                                  |
| 1966 | Muchachos impacientes     | Marcos Méndez                          |
| 1966 | Me cansé de rogarle       |                                        |
| 1968 | Báñame mi amor            | Marcos Méndez                          |
| 1970 | ¡Ahí madre!               | Pepe Nacho                             |
| 1976 | Tiempo y destiempo        | Marco                                  |

### Programas de televisión
| Año  | Título                       | Papel |
| ---- | ---------------------------- | ----- |
| 1964 | Premier Orfeon (3 episodios) |       |